# Zorkul
Zorkul là một hồ trong dãy núi Pamir, Hindu Kush. Nó trải dài từ tây sang đông khoảng 25 km. Biên giới Afghanistan-Tajikistan chạy dọc theo hồ này từ tây sang đông, ngoặt về phía nam tới đỉnh Concord (5.469 m), khoảng 15 km ở phía nam của hồ. Nửa phía bắc của hồ thuộc lãnh thổ Tajikistan. Ngoài hồ, về phía tây là sông Pamir, chảy dọc theo biên giới Afghanistan-Tajikistan. Ở đầu phía đông của hồ là một khu dân cư nhỏ, gọi là Qarabolaq. Chiều rộng của hồ chỗ lớn nhất đạt 3,6 km, chỗ hẹp nhất khoảng 0,6 km.